# Drenai
De Drenai-reeks is een reeks van elf boeken, geschreven door David Gemmell. 
De volledige reeks gaat over het volk Drenai. Ze worden omschreven als een sterke macht, die vaak in oorlog geraakt met buurlanden. De Drenai worden steeds als "de goeden" geportretteerd, terwijl bijna alle anderen als "de slechten" worden vermeld, vooral de Nadir. 
De boeken beslaan een periode van meer dan 1100 jaar, en bevatten dus verschillende personages en vele verhalen.

## Boeken
- Legende (1984)
- De schaduwprins(1985)
- Waylander (1986)
- Vergeten helden (1990)
- In het rijk van de wolf (1992)
- Druss, de legende (1993)
- De beproeving van de bijlvechter (1996)
- Winterkrijgers (1996)
- Held in de schaduw (2000)
- De witte wolf( 2003)
- De zwaarden van dag en nacht (2004)

## Chronologische volgorde van de boeken
- Waylander
- In het rijk van de wolf
- Held in de schaduw
- Druss, de legende
- De beproeving van de bijlvechter
- De witte wolf
- Legende
- De schaduwprins
- Vergeten helden
- Winterkrijgers
- De zwaarden van dag en nacht

## Belangrijkste volkeren
- Drenai
- Vagrianen
- Nadir
- Lentrianen
- Ventrianen
- Nashanieten
- De Gothir
- De Chiatze

## Belangrijkste personages
- Druss: een Drenaische held. Tijdens een aanval op zijn dorp doodt hij op 17-jarige leeftijd 6 gewapende tegenstanders met een bijl. Daarna gaat hij de rest van de bende achterna tot in het verre Ventria waar hij in dienst treedt van de keizer. Hij staat onder andere bekend als "kapitein van de bijl" en onder de veelbetekenende naam "doodsbode". Samen met zijn bijl Snaga verdedigt hij tot tweemaal toe het land van de Drenai tegen een onvoorstelbare overmacht. Eerst tegen de Ventrianen en daarna tegen de Nadir.

- Rowena: vrouw van Druss

- Sieben: Beste vriend van Druss. Is eigenlijk een dichter, maar toch uiterst bekwaam in het hanteren van messen.

- Waylander: Een huurmoordenaar die een Drenaïsche held wordt

- Skilgannon: eigenlijk een Nashaniet, maar hij vecht steeds aan de zijde van de Drenai.

- Egel: een generaal. Hij zou een geweldig generaal geweest zijn, maar hij verschijnt slechts 1 keer helemaal op het einde van het boek Waylander. Nadien wordt er nog zeer vaak over hem gesproken. Hij laat ook de zes hoge muren bouwen die van Dross Delnoch een onoverwinnelijke vestiging maken.

- Karnak de eenogige. Heeft als generaal de Vagrianen in Dross Purdol tegengehouden tot Egel met versterkingen kwam. Later is hij koning geworden nadat Egel de kroon weigerde. Heeft tijdens een verrassingsaanval van de Vagrianen zijn rechteroog verloren. Hoewel hij in feite een achterdochtig man was en tijdens zijn tirannie corruptie welig tierde werden vooral zijn militaire successen onthouden en ging hij de geschiedenis in als een grote held.

- Orrin: Opperbevelhebber bij de belegering van Dross Delnoch. Geniet in het begin weinig aanzien, maar groeit uiteindelijk toch uit tot een gerespecteerd leider.

- Hogun: generaal en rechterhand van Orrin.

- Roegnak, bijgenaamd Roek: een huurling en berserker die mee ten strijde trekt tegen de Nadir in het boek Legende. Hij trouwt met de dochter van de bronzen graaf en wordt nadien zelf graaf en hoofd van Dross Delnoch.

- Decado: Achterkleinzoon van Skilgannon. Uitstekend zwaardvechter